# Eiðar
Eiðar ist eine Siedlung im Osten von Island.
Der Ort liegt 14 km nördlich von Egilsstaðir am Borgarfjarðarvegur  und hat 40 Einwohner.
Weithin sichtbar war bis 2023 der 220 m hohe Langwellen-Sendemast Eiðar, der vom isländischen Rundfunk betrieben wurde. Nachdem der Sender stillgelegt worden war, wurde der Mast am 1. März 2023 gesprengt.

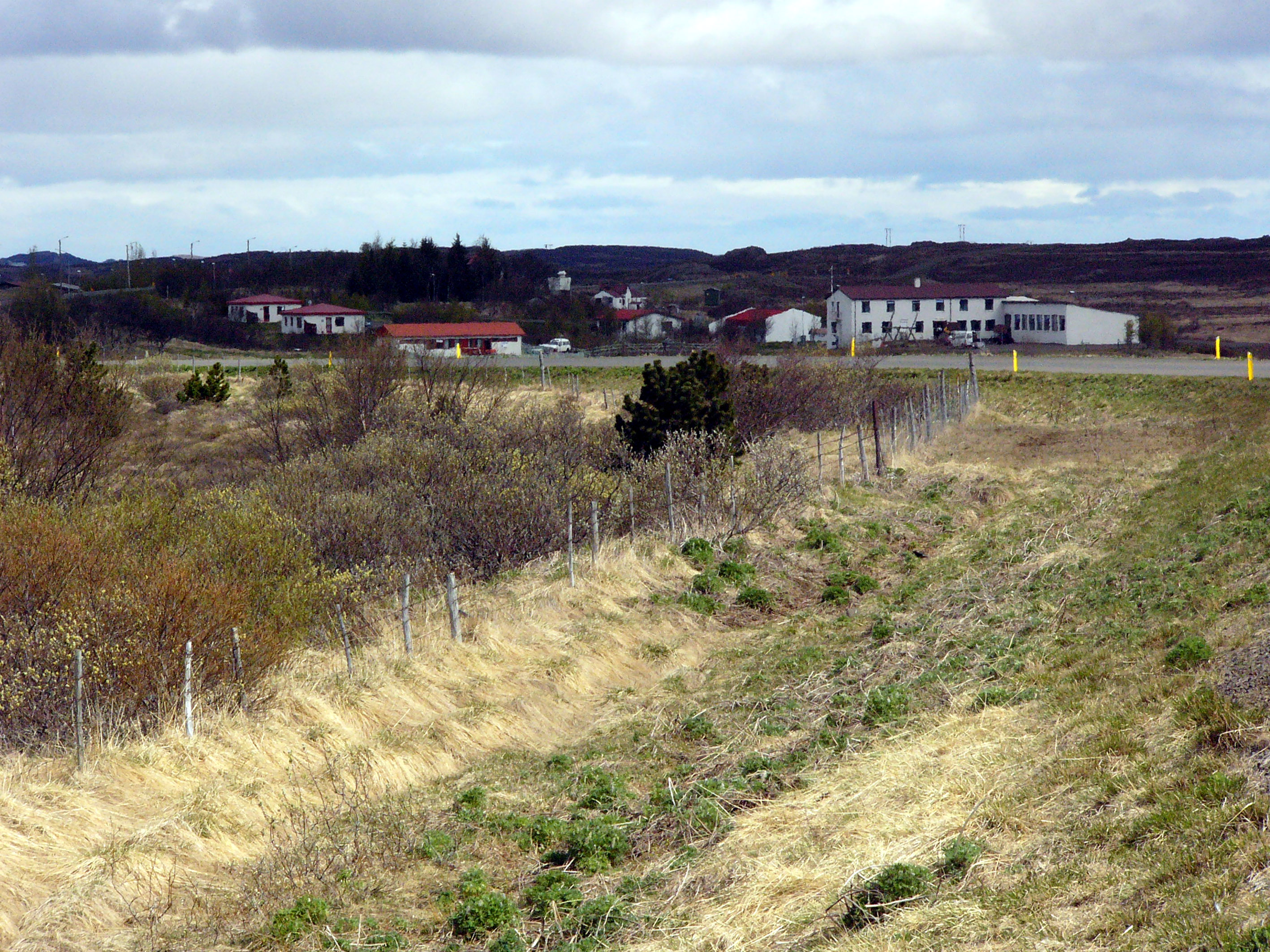
Gesamtansicht

Die größten Gebäude in Eiðar gehörten zu der Schule.
Seit 1883 gab es hier eine Landwirtschaftsschule, die bis 1919 arbeitete. 1938–39 wurden in Eiðar 500 ha Gelände für die Bepflanzung mit Bäumen eingezäunt.
Danach wurde bis 1998 eine Volksschule betrieben.
Jetzt gehört die Schule zum Menntaskólinn á Egilsstöðum (Gymnasium).
Die Schulgebäude wurden von bekannten isländischen Architekten wie Guðjón Sigvaldason, Rögnvaldur Ólafsson og Sigvaldi Thordarson geplant. Eiðar verfügt auch über ein Schwimmbad und einen Sportplatz.
Bereits vor der Einführung der Reformation in Island gab es hier eine katholische Kirche, die der hl. Maria geweiht war. Die 1886 erbaute Holzkirche Eiðakirkja des Ortes, die statt eines Turmes oder Dachreiters ein weithin sichtbares weißes Kreuz auf dem Dach hat und über zwei relativ alte Glocken von 1708 bzw. 1806 verfügt, ist ebenfalls sehenswert. 2016 wurde sie anlässlich ihres 130-jährigen Bestehens renoviert. Die Kirche mit einer Länge von 10,11 m und einer Breite von 6,05 m wurde später im Westen um einen Vorbau von 1,51 m Länge und 1,93 m Breite erweitert und steht seit 1990 unter Denkmalschutz.